# Hadrodactylus confusus
Hadrodactylus confusus  (лат.) — вид мелких наездников—ихневмонид (Ichneumonidae) рода Hadrodactylus из подсемейства Ctenopelmatinae. Голарктика: Западная Европа, Россия (в том числе, Ленинградская область, Бурятия, Сахалин и Кунашир и др.), США. Птеростигма коричневая. 1-й и 2-й тергиты брюшка, задние тазики и бёдра чёрные. Тегулы и вертлуги ног жёлтые. Виски блестящие. 1-й тергит брюшка у самок удлинённый (длина в 3—5 раз больше своей ширины), клипеус грубо пунктирован, в переднем крыле есть зеркальце. Паразитируют на пилильщиках вида Dolerus eversmanni трибы Dolerini из семейства Tenthredinidae.
Вид был впервые описан в 1859 году шведским энтомологом А. Э. Холмгреном (August Emil Holmgren; 1829—1888), а его валидный статус подтверждён в 2011 году российским гименоптерологом Дмитрием Рафаэлевичем Каспаряном.